# Javaanse Wikipedia
De Javaanse Wikipedia (Javaans: Wikipedia basa Jawa) is een uitgave in de Javaanse taal van de online encyclopedie Wikipedia. De Javaanse Wikipedia ging in januari 2006 van start. In april 2025 waren er circa 74.000 artikelen en circa 65.000 geregistreerde gebruikers.